# قلعة هارست
قلعة هارست (بالإنجليزية: Hearst Castle)‏ هو معلم تاريخي وطني أمريكي يقع في ولاية كاليفورنيا قرب مدينة سان فرانسيسكو، تم تصميمه من قبل جوليا مورغان ليكون محل إقامة ويليام راندولف هارست ما بين سنة 1919 و 1947، بعد وفاته أصبح معلم وطني في كاليفورنيا وفتح لزيارته من قبل العامة. وقد بنيت هذه القلعة على تلة لا كويستا، أستوحى تصميمها من العمارة الاستعمارية المكسيكية.

## وصلات خارجية
- الموقع الرسمي